# Еразмус (Страсбург)
Еразмус Шенк фон Лимпург-Гайлдорф (на немски: Erasmus Schenk von Limpurg-Gaildorf; Erasmus von Limpurg; * 7 август 1507; † 27 ноември 1568, Саверн) е епископ на Страсбург (1541 – 1568).

## Биография
Той е син на Кристоф I Шенк фон Лимпург († 1515) и съпругата му графиня Агнес фон Верденберг-Сарганс († 1541), дъщеря на граф Георг III фон Верденберг-Зарганс († 1500) и маркграфиня Катарина фон Баден († 1484).
Еразмус Шенк следва математика и право в университета в Тюбинген и продължава следването си в Париж. Той рано е приет в катедралния капител в Бамберг и през 1532 г. в Страсбург. През 1541 г. е избран за епископ на Страсбург. Помазан е за свещеник едва след три години.
През 1549 и 1560 г. Еразмус Шенк свиква диоцезни синоди в Саверн.